# Œ
Der Buchstabe Œ, Kleinbuchstabe œ, ist eine Ligatur aus O und E (die nebeneinander stehenden Buchstaben OE sind zu Œ verschmolzen). Ursprünglich aus dem Mittellatein stammend, wird er heute im Französischen und je nach Autor im Niederdeutschen (Plattdeutschen) verwendet.

## Verwendende Sprachen

### Französische Sprache
Œ wird im Französischen „e dans l'o“ (e im o) genannt, was ein Wortspiel mit „e dans l'eau“ (e im Wasser) verursacht.
Wenn es aus einem lateinischen o stammt, wird es im Französischen von einem u gefolgt.
Falls das lateinische o nicht von einem /w/-Laut gefolgt war, wird das französische œu wie ein offenes ö /œ/ ausgesprochen: sœur (Schwester) /sœʁ/, cœur‚ (Herz) /kœʁ/ bœuf, (beef) / bœf/.
Falls das lateinische o von einem /w/-Laut gefolgt war (mit einem v notiert), wird das französische œu im Singular wie ein offenes ö /œ/ und im Plural wie ein geschlossenes ö /ø/ ausgesprochen; das lateinische v ist zu einem f geworden, das nur im Singular ausgesprochen wird: œuf (Ei) /œf/, bœuf (Ochs) /bœf/; œufs (Eier) /ø/, bœufs (Ochsen) /bø/.
Wenn das französische œ aus dem Altgriechischen Οἰ stammt, wird es nicht von einem u gefolgt. Es wird dann wie ein geschlossenes ö realisiert, trotz der Empfehlung der Académie Française, es wie ein geschlossenes e /e/ auszusprechen. Beispiele: Œdipe (Ödipus) /ødip/, œdème (Ödem) /ødɛm/.

### Mittelhochdeutsch
In der normalisierten mittelhochdeutschen Orthographie (Stauffische Hofsprache) steht er für ein langes [⁠øː⁠], während ö oder oͤ (O mit kleinem e darüber) für ein kurzes [⁠œ⁠] steht.

### Niederdeutsche Sprache
Vor allem im Ostniederdeutschen wird es häufig verwendet, um das offene ö /œ/ (Mœl ‚Mühle‘; œwer ‚über‘) vom geschlossenen ö /ø/ (Möl ‚Unordnung‘; Öwer ‚Ufer‘) zu unterscheiden.

### Kamerunische Sprachen
In einigen Sprachen, die auf dem allgemeinen Alphabet der kamerunischen Sprachen basieren, kommt das œ als halboffener Vokal vor, so z. B. in den Sprachen Kom und Koonzime.

### Altisländisch
Im Altisländischen war der Buchstabe für langes ö eine Alternativschreibung zum ǿ.

## Weitere Verwendungen
- In der Mathematik wird die Ligatur Œ als Abkürzung des Ausdrucks »ohne Einschränkung« verwendet.
- Im Deutschen gibt es vereinzelte Fremdwörter, die korrekterweise – so wie im französischen Ursprung – mit der Ligatur Œ beziehungsweise œ geschrieben werden: das Œuvre (von franz. Arbeit f., Lebenswerk m.), das Horsd’œuvre oder Hors d’œuvre (von franz. Vorspeise f., erster Gang eines Speisemenüs)
- Der Schweizer Technologiekonzern OC Oerlikon verwendet den Buchstaben in seinem Logo – abweichend von der Schreibweise des namensgebenden Zürcher Quartiers Oerlikon.
- Im Internationalen Phonetischen Alphabet (IPA) wird das Zeichen œ für den gerundeten halboffenen Vorderzungenvokal verwendet.

## Buchstabieren
Laut DIN 5009 ist beim Buchstabieren der Buchstabe mit dem speziellen Ansagewort „Verbund“ gefolgt von den Ansagewörtern für „O“ und „E“ laut der verwendeten Buchstabiertafel anzusagen, also „Verbund Offenbach Essen“ bzw. „Verbund Oscar Echo“.

## Darstellung in Computersystemen
Im Zeichensatz ISO 8859-1 (Latin-1) ist das Œ nicht enthalten, jedoch in ISO 8859-15 (Latin-9) an den Positionen BChex (Œ) und BDhex (œ) und in Windows-1252 (CP1252) an den Positionen 8Chex (Œ) und 9Chex (œ). Das DEC Multinational Character Set enthält das Œ an Codeposition D7hex und œ an Position F7hex.

## Zeichenkodierungen
| Standard/System                                     | Standard/System                                     | Majuskel (Œ)                          | Minuskel (œ)            |
| --------------------------------------------------- | --------------------------------------------------- | ------------------------------------- | ----------------------- |
| Zeichenkodierung                                    |                                                     |                                       |                         |
| Unicode                                             | Codepoint                                           | U+0152                                | U+0153                  |
| Unicode                                             | Name                                                | LATIN CAPITAL LIGATURE OE             | LATIN SMALL LIGATURE OE |
| UTF-8                                               | UTF-8                                               | C5 92                                 | C5 93                   |
| HTML-Entität                                        | HTML-Entität                                        | &OElig;                               | &oelig;                 |
| XML/XHTML                                           | dezimal                                             | &#338;                                | &#339;                  |
| XML/XHTML                                           | hexadezimal                                         | &#x0152;                              | &#x0153;                |
| TeX/LaTeX                                           | Textmodus                                           | \OE                                   | \oe                     |
| TeX/LaTeX                                           | Mathem. Modus                                       |                                       |                         |
| Eingabemethoden 1                                   |                                                     |                                       |                         |
| Windows                                             | CP850 (TUI)                                         | —                                     | —                       |
| Windows                                             | CP1252 (GUI)                                        | Alt+0140 2                            | Alt+0156 2              |
| Macintosh (Deutschland)                             | Macintosh (Deutschland)                             | alt/⌥+⇧Shift+Ö alt/⌥+⇧Shift+O (MacOS) | alt/⌥+Ö alt/⌥+O (MacOS) |
| Linux (Deutschland) (mit neueren Versionen von X11) | Linux (Deutschland) (mit neueren Versionen von X11) | Compose, ⇧Shift+OE                    | Compose, O, E           |
| Neo                                                 | Neo                                                 | Mod3+↹, ⇧Shift+OE 4                   | Mod3+↹, O, E 4          |
| Apache-OpenOffice-Varianten                         | Apache-OpenOffice-Varianten                         | Strg+⇧Shift+u, 1, 5, 2                | Strg+⇧Shift+u, 1, 5, 3  |
| Microsoft Word                                      | Tastenkombination                                   | Strg+⇧Shift+&, ⇧Shift+O               | Strg+⇧Shift+&, O        |
| Microsoft Word                                      | Unicodeeingabe                                      | 1, 5, 2, Alt+C                        | 1, 5, 3, Alt+C          |
| Vim                                                 | Digraph 3                                           | Strg+K, ⇧Shift+OE                     | Strg+K, O, E            |
| Vim                                                 | Unicodeeingabe                                      | Strg+V, U, 0, 1, 5, 2                 | Strg+V, U, 0, 1, 5, 3   |